# Lyngby-Taarbæk Kommune
Lyngby-Taarbæk Kommune (andere Schreibweise: Lyngby-Tårbæk Kommune) ist eine dänische Kommune in der Region Hovedstaden.
Die Kommune ist 38,80 km² groß. Verwaltungssitz ist Lyngby-Taarbæk, das selbst Bestandteil der Hauptstadtregion Hovedstadsområdet ist, im Gegensatz zu den ländlichen Anteilen der Kommune. Außerhalb des geschlossenen Siedlungsgebietes wohnen nur
358
der 58.434 Einwohner der Kommune (Stand 1. Januar 2023).
In dieser Kommune befinden sich das Freilichtmuseum des Dänischen Nationalmuseums, Schloss Sorgenfri, die Residenz der Könige von Dänemark und Marienborg, der Sommersitz der dänischen Premierminister.

## Kirchspiele in der Kommune
In der Kommune liegen die folgenden Kirchspielsgemeinden (dän.: Sogn):
| Nr. | Kirchspiel          | Einwohner |
| --- | ------------------- | --------- |
|     | Christians Sogn     | 9.330     |
|     | Kongens Lyngby Sogn | 14.946    |
|     | Lundtofte Sogn      | 13.977    |
|     | Sorgenfri Sogn      | 6.850     |
|     | Taarbæk Sogn        | 1.552     |
|     | Virum Sogn          | 11.589    |

## Einwohnerzahl
Entwicklung der Einwohnerzahl (jeweils zum 1. Januar):
- 1980 - 52.013
- 1985 - 50.225
- 1990 - 49.317
- 1995 - 49.578
- 1999 - 50.474
- 2000 - 50.609
- 2003 - 51.344
- 2005 - 51.611
- 2009 - 51.533
- 2023 - 58.434

## Städtepartnerschaften
Die Kommune unterhält Städtepartnerschaften mit:
- Norwegen: Askim
- Schweden: Huddinge
- Grönland: Nuuk (Godthåb)
- Island: Seyðisfjörður
- Finnland: Vantaa

## Sport
Ein überregional bekannter Sportverein der Kommune ist der Lyngby BK, der im Fußball in den 1980er und 1990er Jahren mehrmals dänischer Meister und Pokalsieger war.

## Persönlichkeiten
- Nina Pens (1929–1992), Schauspielerin
- Henrik Larsen (* 1966; Fußballspieler und -trainer)
- Per Hjorth (* 1968), Basketballspieler